# Хабарово (Ненецкий автономный округ)
Хабарово — упразднённый посёлок в Ненецком автономном округе России.

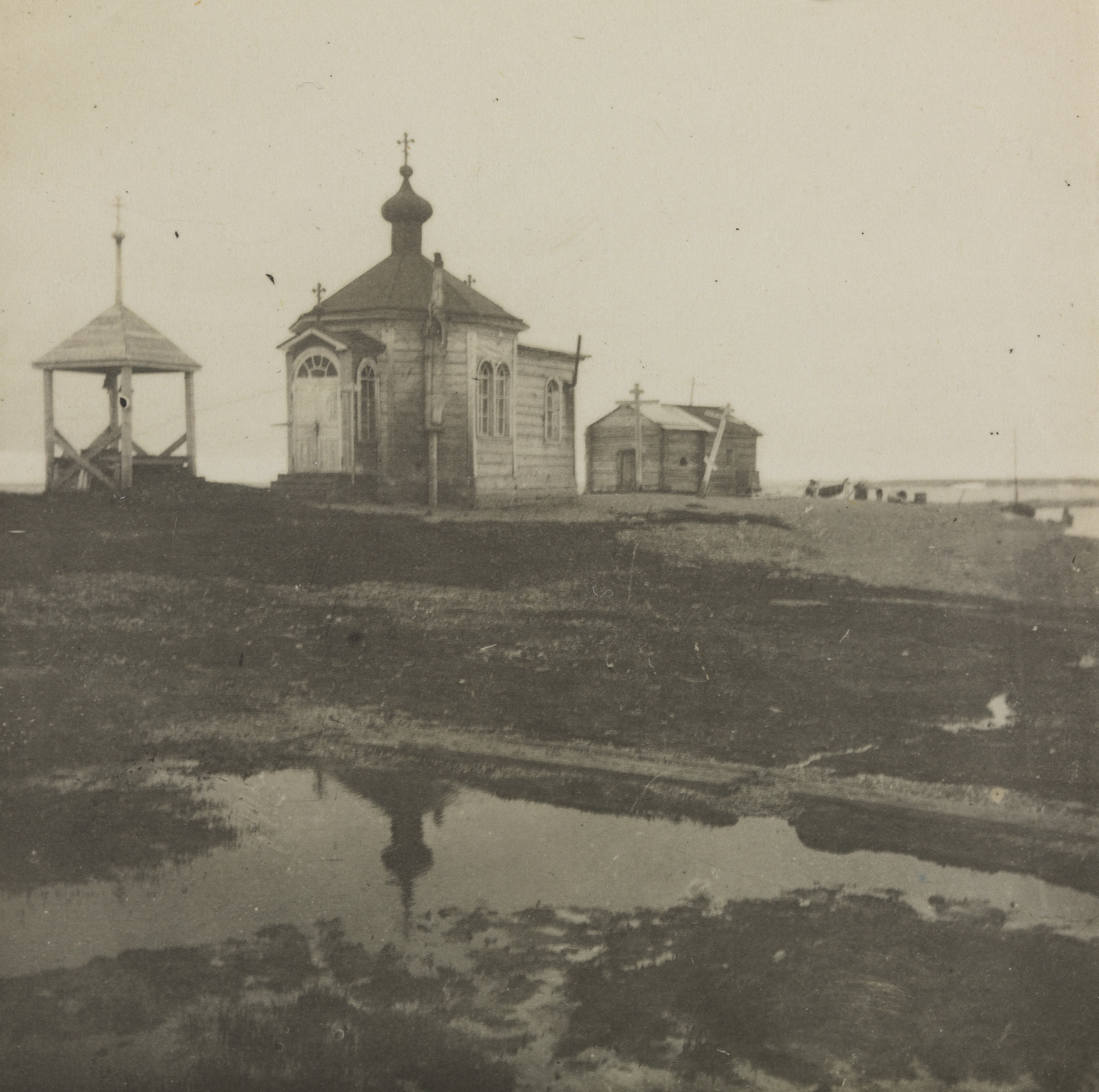
Церковь в Хабарово, 1893
Снимок Ф. Нансена

## География
- Посёлок располагался на Югорском полуострове у подножья сопки Хабарихи, в месте впадения реки Малый Ою[1] в пролив Югорский Шар[2].
- К юго-западу от посёлка находится полярная станция Белый Нос.

## История
13 марта 1941 года были изданы приказы НКВД СССР «О строительстве порта и судостроительного завода в г. Хабарове (Югорский Шар)» и « О строительстве железнодорожной линии Воркута — Хабарово».
20 августа 1943 года посёлок был сфотографирован разведчиками Люфтваффе. 
Посёлок упоминается в книге норвежского путешественника Фритьофа Нансена «Фрам в полярном море».
Посёлок упоминается в книге шведского путешественника Адольфа Эрика Норденшельда "Путешествие Норденшельда на пароходе Вега".